# Мерл райдужний
Мерл райдужний (Lamprotornis iris) — вид горобцеподібних птахів родини шпакових (Sturnidae). Мешкає в Західній Африці.

## Опис

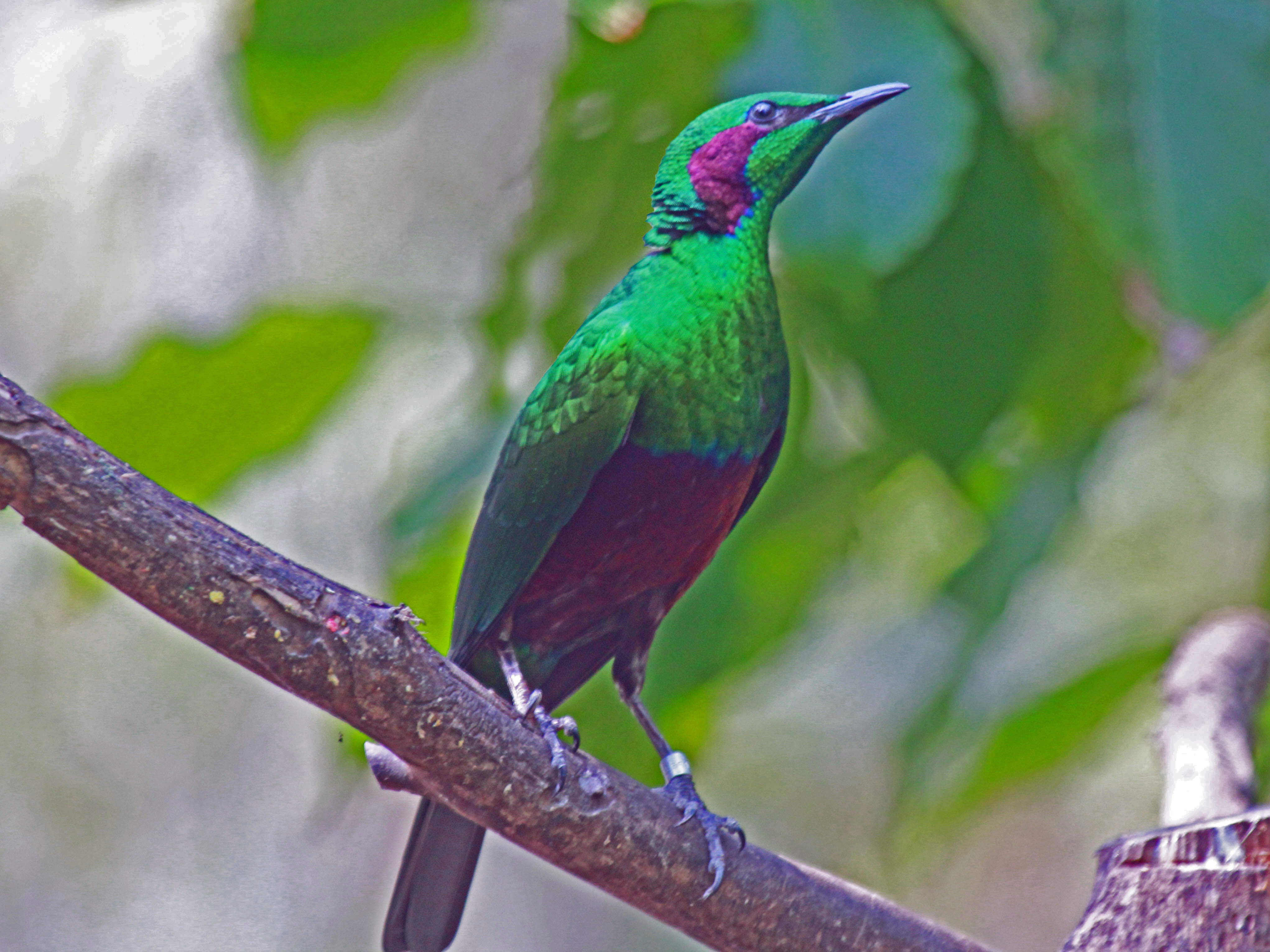
Райдужний мерл

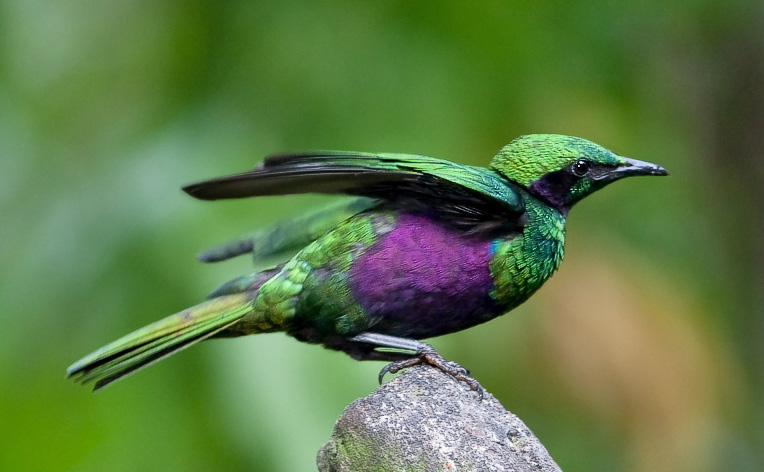
Райдужний мерл

Довжина птаха становить 18-19 см. Верхня частина голови, верхня частина тіла, крила і хвіст смарагдово-зелені, іноді з легким бронзовим відтінком. Щоки синьо-фіолетові, підборіддя, горло і верхня частина грудей смарагдово-зелені, решта нижньої частини тіла пурпурова. Загалом оперення має характерний райдужний металевий відблиск. Очі темно-карі, дзьоб і лапи чорні.

## Поширення і екологія
Райдужні мерли мешкають в Кот-д'Івуарі, Гвінеї і Сьєрра-Леоне, а також спостерігалися на заході Малі. Вони живуть у відкритих рідколіссях і саванах та на узліссях галерейних лісів. Зустрічаються парами або невеликими зграйками до 10 птахів, іноді зграями до 50 птахів. 
Райдужні мерли живляться переважно дрібними плодами, зокрема фікусами і Haungana madagascariensis, насінням, а також комахами, зокрема мурахами і гусінюю. Гніздяться в дуплах дерев, іноді також будують відкриті гнізда з гілок, розміщуючи їх на деревах. Райдужним мерлам притаманний колективний догляд за пташенятами. В кладці 3-4 блакитнуватих яйця, поцяткованих червонувато-коричневими плямками. Інкубаційний період в неволі триває 13-15 днів, пташенята покидють гніздо через 21 день після вилуплення. Тривалість життя птахів у неволі становить 14 років.